# محمود معروفخانی
سرهنگ محمود معروفخانی رئیس فدراسیون کشتی در سالهای ۱۳۳۹ و ۱۳۴۳ بود.
معروفخانی سرپرست تیم ملی ایران در رقابت‌های جهانی ۱۹۵۰ استکهلم در کشور سوئد بود که در فروردین ماه ۱۳۲۹ تیم کشتی فرنگی با سه کشتی‌گیر برگزار شد.